# ポッキー
ポッキー（英: Pocky）は、日本のお菓子メーカー・江崎グリコが1966年（昭和41年）から販売しているチョコレート菓子で、同社の登録商標（第3103630号他）である。言語圏によって異なる商品名となっている。
世界の多地域で販売を展開しており「2019年に世界で最も売れた<チョコレートでコーティングされたビスケット>」として、2020年10月13日にギネス世界記録に認定された。ほかにも『ギネス世界記録 2014』には「最大のビスケットスティックモザイク」「24時間以内に最もツイートされたブランド」などのギネス記録がある。

## 開発史
1960年代後期、江崎グリコの商品開発担当者は新製品の開発にあたって既存商品「プリッツ」にチョコレートをコーティングした菓子を思いついた。当初は全体にコーティングすることを考えていたため、手を汚さずに食べるための方法は開発者を大いに悩ませた。銀紙で包むことも考えたが、費用や手間の問題が壁となった。結果、スティック状のクッキーの一部分をチョコレートでコーティングしない部分を作り、そこで持たせるという現在のスタイルを考案した。これは大阪名物の串カツをヒントにしたといわれる。
2000年代に赤地の面積を広げてパッケージデザインを大幅リニューアルした。従来の白文字から金文字へと変更。江崎グリコ広告部の駒芳昭がクリエーティブディレクターを、川路ヨウセイデザインオフィスがデザインを担当した。
なお、芯部分のプリッツは、欧州起源のお菓子「プレッツェル」に由来するものである。また甘みのある味の「バタープリッツ」を参考にしたものが採用されているため棒状のビスケットに近い。

### 命名の経緯
「てくてく歩きながら食べるチョコスナック」ということで「チョコテック」と名づけ、大阪府寝屋川市の数十軒の菓子店でテスト販売をしたところ、大好評であった。しかし「チョコテック」の名は他社によって商標登録されており使用できなかった。そこで、細い棒状の物の折れた時の日本語の擬音語「ポッキン（pokkin）」をもじり「ポッキー（Pocky）」へと改め、1966年（昭和41年）に商標とした。

## 日本国外での商品展開
本商品は日本以外の国・地域でも広く販売されている。

### 販売地域に配慮した商品名の選択
アメリカ合衆国やシンガポールなどでは日本と同様「Pocky」の名で販売されている。

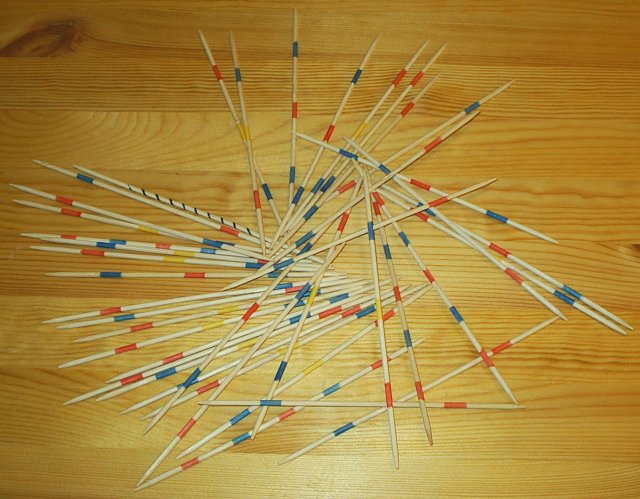
ヨーロッパにおける当商品の商標の由来である、棒を引くゲーム「MIKADO」の棒

一方、ヨーロッパでの販売に関しては、「Pocky」は英語では「痘痕（あばた）のある」を意味する語や男性器の隠語と同綴異義語の関係になってしまうことを考慮してこれを避け、ヨーロッパ人に馴染みがある類似の形状としてはMIKADOというゲーム（ランダムに積み重なった棒を1本ずつ取り除く、器用さを競うゲーム）の棒に似ているのでMIKADOという名が採用された。
マレーシアでは一時期「Rocky」の名で販売された。これは、「Pocky」が同国の国教であるイスラム教で食べることが禁じられている豚肉に関連する英単語「pork（豚肉）」や「porky（豚の、豚のような）」を連想させる可能性があることに配慮したためである。しかし、世界販売強化による統一的なPR戦略を図るため、2014年春ごろより、本家の「Pocky」に改名することを江崎グリコ本社が発表し、すでに実行されている。
中華人民共和国では「ポッキー」を元に漢訳された「百奇（拼音：bǎi-qí、ウェード式：pai3-chi1、po2-chi1）」の名で販売され、ビスケットカテゴリーで市場に参入したことが成功し売り上げを伸ばしている。また、同じ中国語圈に属する台湾では日本と同様「Pocky」の名で販売されている。
韓国では2013年6月4日より、江崎グリコとヘテ製菓食品との合弁会社グリコヘテより、「포키 (po-ki)」の名で販売されている。

### 販売地域に配慮したレシピ調整
名前だけでなく製品の内容も、タイは気温が高いため日本より融ける温度が高いチョコレートを使って甘さを抑える、ヨーロッパではカカオ100%のチョコレートにするなど、地域によって変えている。

## 高級品の開発
日本では2000年代以降、「ムースポッキー」「ポッキーデコレ」など高級感を演出した商品を販売している。
2018年7月31日、成田国際空港に専門店を出店。ポッキーの最上位クラスと位置付け、「まるで飛行機のファーストクラスのように、日常より少し贅沢なポッキー」をコンセプトに、プレミアムライン「ポッキープルミエールクラス」を同空港限定製品として販売する。

## 百貨店への展開
ポッキーの百貨店向け商品としてスイーツショップ「バトンドール」を新規に立ち上げ、髙島屋大阪店（2012年10月24日開店）、阪急うめだ本店（2012年10月25日開店）のデパ地下に出店している。
バトンドール・ミルク/ホワイト/ストロベリー/宇治抹茶/カフェの5品で20本入481円（税込）である。2013年6月12日からはシュガーバター/シナモンシュガー/メープルシュガー/ストロベリーシュガー/抹茶シュガーの5品が36本入481円（税込）も販売されている。

## 商品構成

### 日本（現行）

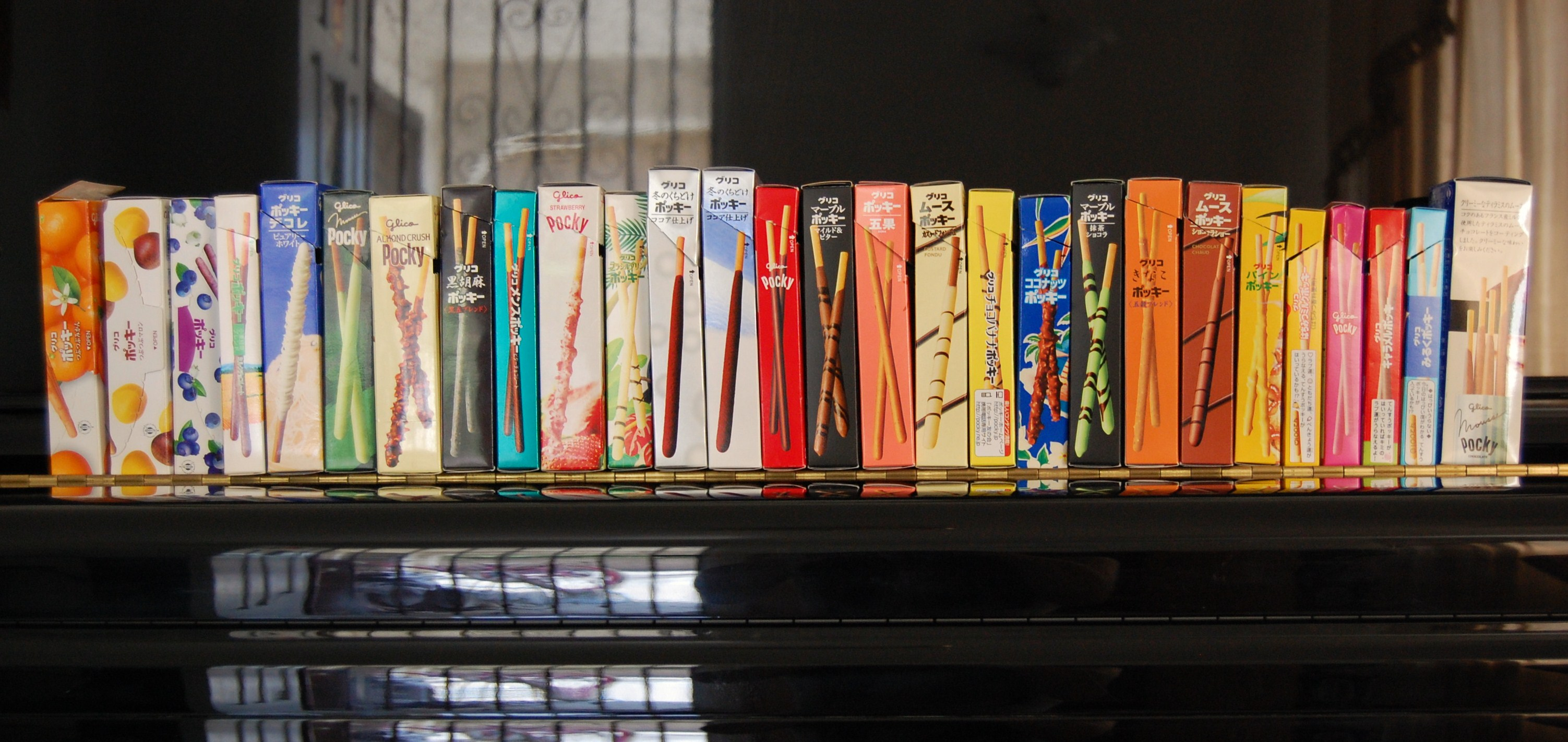
日本のポッキー群のパッケージ側面（2009年時点）

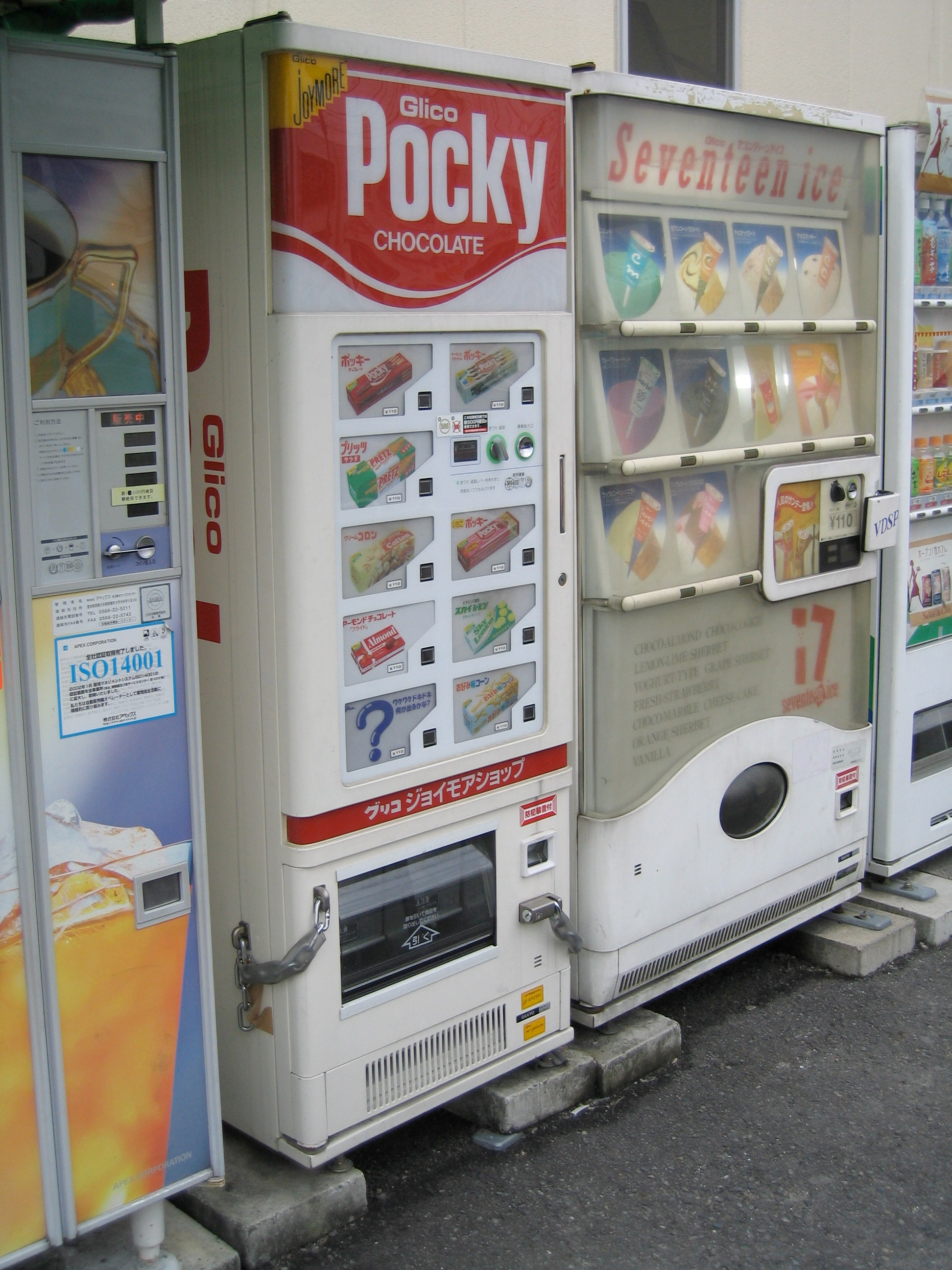
ポッキーの自販機(2003年、名古屋）

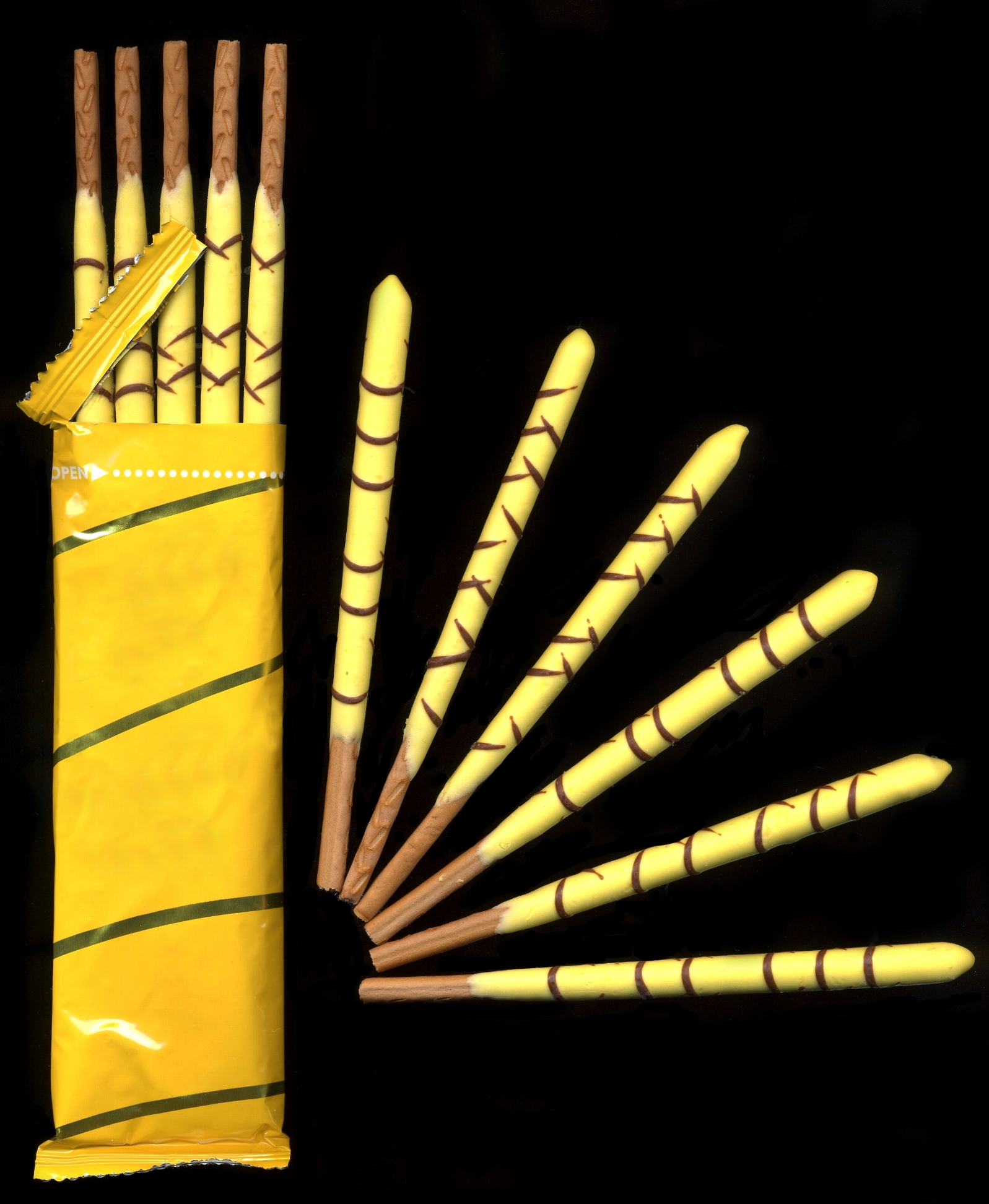
ムースポッキー
カスタードフォンデュ味。
個別内包装と中身
（2005年時点）

以下は、2025年（令和7年）上半期時点で販売中であった商品の一覧である。特に断りのない限り、限定販売商品（地域限定商品・期間限定商品・数量限定商品）以外の商品を掲載する。
- ポッキー チョコレート ：チョコレート味のポッキー。
  - ポッキー チョコレート[13] ：発売当初からの基本商品。
  - ポッキー極細[13] ：チョコレートを増量するためにプレッツェルの部分を細くした商品。
  - ポッキーカカオ60%[13]：カカオを60％のビターチョコレートを全粒粉入りのココアプレッツェルと合わせた商品。
- アーモンドクラッシュポッキー[13]  ：適度に粉砕した食材の香ばしさや歯ざわりを活かした商品群。
- つぶつぶいちごポッキー[13]  ：イチゴ味。
- ポッキーのケーキ ：全国に17店舗展開している「ぐりこ・や」限定販売。
- ジャイアントポッキー[13]  ：通常のものに比べて格段に大きい商品。日本全国で販売されているもの、土産用に地方限定で販売されているもの、および、期間限定で販売されるものがある。
  - 全国販売商品
    - ジャイアントポッキー
    - ジャイアントポッキー つぶつぶいちご

  - 地域限定商品は公式サイト参照

### 日本（過去）
- アーモンドポッキー：1971年から2003年まで販売。2009年、2011年、2012年に期間限定で再発売された[14]。2011年の再発売では、1978年（昭和53年）当時の復刻パッケージが用いられた。
- メンズポッキー ：1996年から2010年まで販売。大人向けに開発された。
- ポッキー ミルク： 原材料のチョコレートの粉乳の比率をポッキー チョコレートより2.5倍増量した商品[15]。
- ポッキー ソルティ☆ ：チョコレートの表面に食塩と砂糖の結晶をトッピングした商品[16]。
- ポッキーG ：2003年発売。通常のポッキーよりも更に硬質に焼き上げられたプレッツェルが用いられていた[17]。
- リトルポッキー：1986年発売。通常のポッキーよりも短いプレッツェルが用いられていた。
- ソフトポッキー：ムースポッキーのルーツとも言える商品。パーティーサイズのみの発売。
- ムースポッキー ：ムース状の食感を活かした商品群。
  - クリーミー
  - ベリー（カルヴァドス仕立て）
  - ビター
  - 抹茶
  - カスタードフォンデュ
- ポッキー黒五・五果
  - ポッキー黒五
  - ポッキー五果
- はちみつミルクポッキー ：蜂蜜と牛乳のミックス風味。
- ぶどうポッキー  ：ブドウ味。
- ポッキー チョコブラン：プレッツェルの原材料にブラン（小麦襖(ふすま)）を0.4%使用。
- バナナポッキー
- ココナッツ ミルクポッキー
- いちごポッキー
- ポッキー＜小麦胚芽ブレンド＞ミルクチョコレート

#### 地域限定商品
- ジャイアントポッキー 夕張メロン：北海道限定。
- ジャイアントポッキー 信州巨峰：長野県限定。
- ジャイアントポッキー 京都抹茶あずき：関西（近畿地方）限定。
- ジャイアントポッキー 神戸ワイン：関西（近畿地方）限定。
- ジャイアントポッキー 日向の夏みかん：九州限定。

#### 期間限定商品
- ジャイアントポッキー 豪華絢爛 〈金箔入〉
- ジャイアントレインボーポッキー
- ココナッツポッキー
- ピーナッツポッキー：ピーナッツをねりこんだコクのあるクリームをコーティングした商品。2012年と2015年に期間限定で販売された[14][18]。
- ポッキー　高原のソフトクリーム味：2016年発売[19]。
- ブラジリアンオレンジポッキー：2016年発売。[20]
- 冬のくちどけ

### 海外

#### 上海江崎グリコ
- Pocky百奇＜ウーロン茶味＞：上海限定
- Pocky百奇＜ライチ味＞：上海限定

#### タイグリコ
- ミルク：タイ限定
- チョコバナナ：タイ限定

## コラボレーション商品
- ポッキーショック - メガハウスから発売。パッケージの箱からポッキーを模した棒を取り出してゆきハズレを引くと中にある残りのポッキーが飛び出すゲーム。
- ジャイアントポッキーショック - メガハウスから発売。
- お菓子なパズル グリコポッキー - ハナヤマから発売。パッケージを模したパズル。

## 類似商品
日本のメーカーでは1970年代初頭にカバヤ食品が「カバヤ プレッツェル」という名でポッキーとプリッツを模したプレッツェル菓子を発売している。ほかに明治製菓の「ラッキースティック」や「フラン」、ロッテの「トッポ」がある。
韓国ではパッケージの体裁まで「ポッキー」に酷似したコピー品「ペペロ（Pepero、빼빼로）」が1983年から韓国ロッテから販売されている。
東南アジアでは「チョッキー（Chocky）」なる類似品が大量に流通している。

## 宣伝
CMではトップアイドルが起用されている。過去には岡田奈々・山口百恵・倉田まり子・熊谷美由紀・松田聖子・菊池桃子・本田美奈子・南野陽子・吉田栄作らを起用。現在は有村架純を起用している。
また、日本では数字の「1」をポッキーとプリッツに見立て、毎年11月11日を「ポッキー&プリッツの日」としてキャンペーンを展開している。「1」が6つ並んだ1999年（平成11年）11月11日を「第1回」とし、田中麗奈出演のCMを放送していた。

### 過去のCM出演者
- 栗田ひろみ[23]
- 岡田奈々
- 山口百恵（ポッキー・オン・ザ・ロック） - 西村克己と共演[23]。
- 倉田まり子（1979年）

- 松田聖子（1980年 - 1985年）
- 菊池桃子（1985年）
- 本田美奈子.（1986年）
- 南野陽子（1987年）
- 森高千里（1989年 - 1990年、アーモンドクラッシュポッキー）[24]
- 牧瀬里穂
- 吉田栄作
- 清水美砂
- 今村雅美
- 中江有里
- 加藤紀子 - 牧瀬里穂と共演
- 松雪泰子（1995年、シリアルポッキー）
- 吉川ひなの（1996年 - 1998年）
- 鳥羽潤 （1996年 - 1997年、吉川ひなのと共演）
- 常盤貴子（1996年 - 1998年）
- 椎名桔平（1996年 - 1997、常盤貴子と共演）
- 奥菜恵（1996年 - 1998年）
- 安藤政信（1996年 - 1997年、奥菜恵と共演）
- 本上まなみ（1998年 - 1999年）
- 田中麗奈（1999年）
- 末永遥（1999年）
- 池内博之（1999年）
- 妻夫木聡（1999年 - 2000年、2005年）
- EARTH（2000年）
- モーニング娘。（2000年 - 2004年）
- 優香（2002年、ポッキーG）　[24]
- 戸田和幸（ポッキーG）
- ゆず（2003年）
- 石原さとみ（2004年 - 2005年）[24]
- 松浦亜弥（2004年 - 2005年）[24]
- 柴咲コウ（2004年 - 2005年）[24]
- 仲間由紀恵（2004年 - 2005年）[24]
- オセロ（2005年、ポッキーデコレ）
- 新垣結衣（2006年 - 2007年）[25]
- 岡田将生（2007年 - 2008年、メンズポッキー）
- 忽那汐里（2008年 - 2009年）[26]
- IMARU（2009年）[27]
- 益若つばさ（2009年）[27]
- 大杉漣（2009年、メンズポッキー）[28]
- YMO（2010年）[29]
- 二宮和也（2011年）[30]
- 三代目J soul Brothers（2015年、武田玲奈と共演）[24][31]
- 南沙良（2021年、宮沢りえ、大倉孝二と共演）[32]
- 有村架純（2022年9月 - 、佐久間由衣と共演）[33]

### CMソング
- 1979年『HOW! ワンダフル』倉田まり子[23]
- 1981年『風立ちぬ』松田聖子
- 1985年『もう逢えないかもしれない』菊池桃子
- 1987年『秋からも、そばにいて』南野陽子[24]
- 1989年『うれしい!たのしい!大好き!』DREAMS COME TRUE[34]
- 1989年『どうにかなるさ -Chasing My Dream-』吉田栄作[35]
- 1990年『道』森高千里[36]
- 1990年『この街 -HOME MIX-』森高千里
- 1991年『ぼくがつくった愛のうた〜いとしのEmily〜』チューリップ
- 1992年『夏だね』TUBE[37]
- 1993年『Replay』Mr.Children[38]
- 1993年『HELLO, IT'S ME』L⇔R[39]

- 1994年『風を感じたい』石嶺聡子
- 1996年『渚』スピッツ[40]
- 1997年『かわいいひと』ウルフルズ[41]
- 1999年『友達の唄』ゆず[42]
- 2000年『time after time』EARTH
- 2000年『YES! POCKY GIRLS』POCKY GIRLS
- 2003年『女神〜Mousseな優しさ〜』Venus Mousse[43]
- 2003年『歩行者優先』ゆず[44]
- 2004年『忽忘草』柴咲コウ[45]
- 2006年『DANCE2 feat.ソイソース』ORANGE RANGE[25]
- 2007年『For today』絢香[46]
- 2008年『おしゃれ番長 feat.ソイソース』ORANGE RANGE[47][34]
- 2009年『じょいふる』いきものがかり[34]
- 2010年『RYDEEN』YMO[29]
- 2011年『U can't touch this』M.C.ハマー[30]
- 2015年『Share The Love』THE Sharehappi from 三代目 J Soul Brothers from EXILE TRIBE[31]
- 2021年『マジェスティック』B'z[48]
- 2022年『iki』永野亮
- 2025年『ハートにハート』アイナ・ジ・エンド[49][50]
- 2025年『Backseat』[Alexandros][49][51]
- 2025年『tradition』CHO CO PA CO CHO CO QUIN QUIN[49]

## 映画
ポッキーのCMから派生した映画が2作作成されている。

### 四姉妹物語
『四姉妹物語』は1995年に作成された映画作品。

### ポッキー坂恋物語 かわいいひと
『かわいいひと』はCM「ポッキー坂恋物語」シリーズから派生した1998年のオムニバス恋愛映画。総監督はCMシリーズをてがけた相米慎二。脚本は榎祐平で前年に小説「ポッキー坂恋物語 かわいいひと」（1997年）を出版している。1998年10月17日から30日までスペシャルロードショーを行い、その後9千本限定プレゼント・ビデオ『ポッキー坂恋物語 かわいいひと』として配布された。それ以外のソフト化はされていない。
エピソード1と3はCMのままのカップリング。エピソード2は椎名桔平の相手役がCMの常盤貴子から仲村綾乃へと変わっている。ポッキー坂の舞台は函館市の八幡坂。
EPISODE I
- 出演：奥菜恵（主演）、安藤政信（主演）、越前屋俵太、熊谷真実、山口美也子、内山眞人、田付貴彦、水島かおり
- 監督：村本天志

EPISODE II
- 椎名桔平（主演）、仲村綾乃、大杉漣、平泉成、越前屋俵太、熊谷真実、近内仁子
- 監督：冨樫森

EPISODE III
- 吉川ひなの（主演）、鳥羽潤（主演）、馬渕英里何、原日出子、越前屋俵太、熊谷真実、徳井優
- 監督：前田哲

共通のスタッフ
- 総監督：相米慎二
- 脚本：榎祐平
- 撮影：町田博
- 音楽：ウルフルズ（テーマ曲：「かわいいひと」、挿入歌：「バンザイ 〜好きでよかった〜」「泣きたくないのに」「きみだけを」）
- 制作：エンジンフイルム、エンジンネットワーク
- 製作：江崎グリコ
- 配給：東京テアトル（= 江崎グリコ）